# Phymorhynchus clarinda
Phymorhynchus clarinda é uma espécie de gastrópode do gênero Phymorhynchus, pertencente a família Raphitomidae.